# Gekoppelde magnetische flux
Gekoppelde magnetische flux {\displaystyle \Phi _{B,N}}, uitgedrukt in weber, is het fenomeen waarbij een stroomvoerende spoel een inductieve spanning in een andere spoel veroorzaakt, die in elkaars verlengde liggen. Die geïnduceerde spanning is het gevolg van het magnetische veld dat door het magnetische veld van de eerste spoel wordt veroorzaakt. De gekoppelde magnetische flux wordt berekend door de magnetische flux {\displaystyle \Phi _{B}} in weber te vermenigvuldigen met het aantal windingen in de tweede spoel en wordt bijgevolg:
{\displaystyle \Phi _{B,N}=N\cdot \Phi _{B}}
De inductie wordt beschreven door de inductiewet van Faraday. De geïnduceerde spanning is het product van de flux door de eerste spoel en de koppelfactor {\displaystyle M_{2}}:
{\displaystyle e=-M_{2}\Phi _{h}1}
waarin
{\displaystyle e} de geïnduceerde spanning
−{\displaystyle M_{2}} de magnetische koppelfactor. Deze is negatief, want tegengesteld aan de oorzaak van ontstaan.
{\displaystyle \Phi _{h1}} het deel van de flux door de eerste spoel dat ook door de tweede spoel stroomt.